# 金国生
金国生（1944年—），汉族，中华人民共和国政治人物、第十一届全国政协委员。
加入中国农工民主党，担任农工党中央常委、辽宁省委主委、辽宁省政协副主席。2008年，当选第十一届全国政协委员，代表中国农工民主党，分入第十组。